# Lougba
Lougba är en ort i Benin. Den ligger i den södra delen av landet, 230 km norr om huvudstaden Porto-Novo. Lougba ligger 262 meter över havet och antalet invånare är 6 006.
Terrängen runt Lougba är platt. Närmaste större samhälle är Pira, 14,4 km nordväst om Lougba.
Omgivningarna runt Lougba är en mosaik av jordbruksmark och naturlig växtlighet. Runt Lougba är det ganska glesbefolkat, med 25 invånare per kvadratkilometer.